# Вейдемейер, Александр Иванович
Александр Иванович Вейдемейер (1789—1852) — российский историк, действительный статский советник.

## Авторство
Автор исторических работ о событиях и государственных деятелях XVIII века.

### Важнейшие труды
- Царствование Елисаветы Петровны. — СПб., 1834.
- Обзор главнейших происшествий в России с кончины Петра Великого до вступления на престол Елисаветы Петровны. — СПб., 1836.
- Двор и замечательные люди в России во второй половине XVIII столетия. — СПб., 1846.
- О России под державою дома Романовых до единодержавия Петра Великого. — СПб., 1863.